# Chiesa di Santa Caterina d'Alessandria (Dorgali)
La chiesa di Santa Caterina d'Alessandria è l'edificio religioso più importante di Dorgali ubicato nel centro storico nell'omonima piazza.
Consacrata al culto cattolico, è sede dell'omonima parrocchia e fa parte della diocesi di Nuoro.

## Storia[1]
La parrocchiale medioevale dedicata ai Santi Cornelio e Cipriano (ora scomparsa) con il passare dei secoli si rivelò sempre più inadatta alle crescente popolazione di Dorgali. Durante il 1700 quindi si arrivò alla decisione dell'ampliamento della preesistente chiesetta di Santa Caterina nel rione di Sa Serra in una posizione più comoda per la popolazione. I lavori iniziarono il 24 aprile 1737, probabilmente ad opera di maestranze toscane, e si protrassero sino al giugno del 1745, anno della solenne inaugurazione. 
I lavori furono finanziati per la quasi totalità, oltre che dalla parrocchia, dalle offerte in denaro o lavoro della popolazione dorgalese. La costruzione della nuova parrocchiale e dei locali rettorali annessi, caratterizzati entrambi dalle notevoli dimensioni rispetto alle chiese del circondario, fecero di Dorgali una possibile sede della ricostituenda Diocesi di Galtellì abolita nel 1495. L'omicidio di Monsignor Francesco Cao, inviato del vescovo di Cagliari, però fece tramontare definitivamente la candidatura di Dorgali come sede della nuova diocesi in Barbagia e nelle Baronie. Proprio allora prese piede la candidatura di Nuoro e la ricostituzione della diocesi si ebbe lì nel 1779.

## Descrizione

### Architettura e opere d'arte[2]
La chiesa possiede tre navate con pianta a croce, cappelle laterali e transetto, si presenta come una massiccia costruzione per l'avvenuta aggiunta in epoche successive di alcuni ambienti per uso della parrocchia. Sormontata da una cupola a base ottagonale mentre sulla destra svetta un campanile a canna quadra con orologio. La facciata, divisa in due ordini è in stile neoclassico, dà su un sagrato munita di sedili in granito, intonacata di rosa è movimentata da sei lesene bianche le quali incorniciano i tre portali; al di sopra del più grande al centro, si osserva un frontone con ampio cornicione, a ed una finestrella a semiluna poggiante sul marcapiano e racchiusa all'interno di due lesene. Sul lato sinistro un ponte in muratura collega la chiesa alla casa rettorale. Sulla piazzetta rettorale dà anche il retro del transetto sinistro la cui parete forma un'abside irregolare. 
L'interno è caratterizzato dalla notevole altezza rispetto alla profondità delle navate, le campate della navata centrale sono tre, con volta a botte e tre cappelle laterali per parte (anche esse con volte a botte come il presbiterio e i transetti), mentre le navate laterali hanno volte a vela-crociera. La struttura poggia su grossi pilastri a sezione quadrata. Al centro del presbiterio si vede la semplice cupola, a forma circolare con tre finestre, che insiste su pennacchi triangolari. Nella prima cappella a destra si trova il fonte battesimale di marmo policromo tipico del '700 e quindi coevo della chiesa. 
L'altare più interessante è quello del transetto destro; una maestosa ancona di legno dorato su fondo verde di ispirazione spagnola, fatta costruire dal sacerdote Don Sagheddu e restaurata nel 1942; la più interessante opera lignea di tutte le chiese della Barbagia in stile barocco "sardo" con 5 nicchie contenenti altrettante statue lignee forse di bottega napoletana e un dipinto centrale. Nel presbiterio vi è la balaustra di marmo policromo e al centro dell'altare la nicchia con la statua settecentesca della santa titolare che sostiene una spada nella mano destra e la palma del martirio ed un libro nella mano sinistra. L'altare fu fatto erigere nel 1814 in uno stile misto neoclassico e barocco mentre il pulpito marmoreo risale al 1830. Alla base della scala presbiteriale due leoni di marmo bianco sorreggono le balaustre. Nel catino del coro, un grande affresco, Il Martirio di Santa Caterina, del pittore locale Pietro Mele. Nel transetto sinistro una notevole ancona lignea fatta costruire nel 1957, dalla famiglia Fancello Ungredda ad opera di artisti di Ortisei, su imitazione della settecentesca ancona del transetto destro, è su legno dorato su fondo marrone, 5 statue e un dipinto del 600 proveniente dalla vecchia ancona scomparsa arricchiscono quella che può essere considerata l'opera lignea moderna più importante di tutte le chiese della Sardegna.